# Eisenbahnunfall von Shimoda
Der Eisenbahnunfall von Shimoda (jap. 東北線列車正面衝突事故, Tōhoku-sen ressha shōmen shōtotsu jiko) war ein Frontalzusammenstoß zweier Züge am 29. November 1916 nach einem Verstoß gegen die Sicherheitsvorschriften zwischen den beiden Bahnhöfen Shimoda (下田駅) und Furumaki (古間木駅) (heute: Mizawa (三沢駅)) auf der Tōhoku-Hauptlinie (heute Aoimori-Linie (青い森鉄道線), ~ tetsudō-sen), Präfektur Aomori, in Japan. Mindestens 20 Menschen starben.

## Ausgangslage
Die Sicherung von Zugfahrten erfolgte auf der damals eingleisigen Strecke durch Token. Dabei darf nur der Lokomotivführer in einen Streckenabschnitt einfahren, der den Token als Fahrbefehl für den entsprechenden Streckenabschnitt in der Hand hält. Der Token bestand aus einer Scheibe, die der Fahrdienstleiter einem Gerät zu entnahm, das mit einem gleichartigen Gerät im Nachbarbahnhof verbunden war. Aus den zusammengeschlossenen Geräten konnte immer nur ein solcher Fahrbefehl entnommen werden. Anschließend blockierte es die Ausgabe weiterer Fahrbefehle so lange, bis der zuletzt ausgegebene Token wieder in eines der Geräte eingegeben war. Die beiden benachbarten Bahnhöfe Shimoda und Furumaki waren entsprechend verbunden und der zwischen ihnen liegende Streckenabschnitt in dieser Weise gesichert.
Gegenläufig von den beiden Bahnhöfen Shimoda und Furumaki beabsichtigten zwei Züge, ein Sonderzug des Militärs und ein Güterzug, abzufahren.

## Unfallhergang
Nach einem Missverständnis versuchte ein Mitarbeiter im Bahnhof Furumaki einen Fahrbefehl aus dem Sicherungsgerät zu nehmen. Er hatte keine Qualifikation, um in den Fahrbetrieb einzugreifen zu dürfen. Da in Shimoda bereits ein Fahrbefehl aus der Maschine entnommen worden war, konnte er in Furumaki keinen mehr entnehmen. Er ging davon aus, dass das Gerät defekt sei, öffnete es mit Gewalt, nahm einen Fahrbefehl heraus und übergab ihn dem Lokomotivführer des in seinem Bahnhof wartenden Zuges. Beide Züge setzten sich in Bewegung und trafen frontal auf freier Strecke aufeinander.

## Folgen
Mindestens 20 Menschen starben, 180 weitere wurden verletzt.